# Jakob Meihuizen

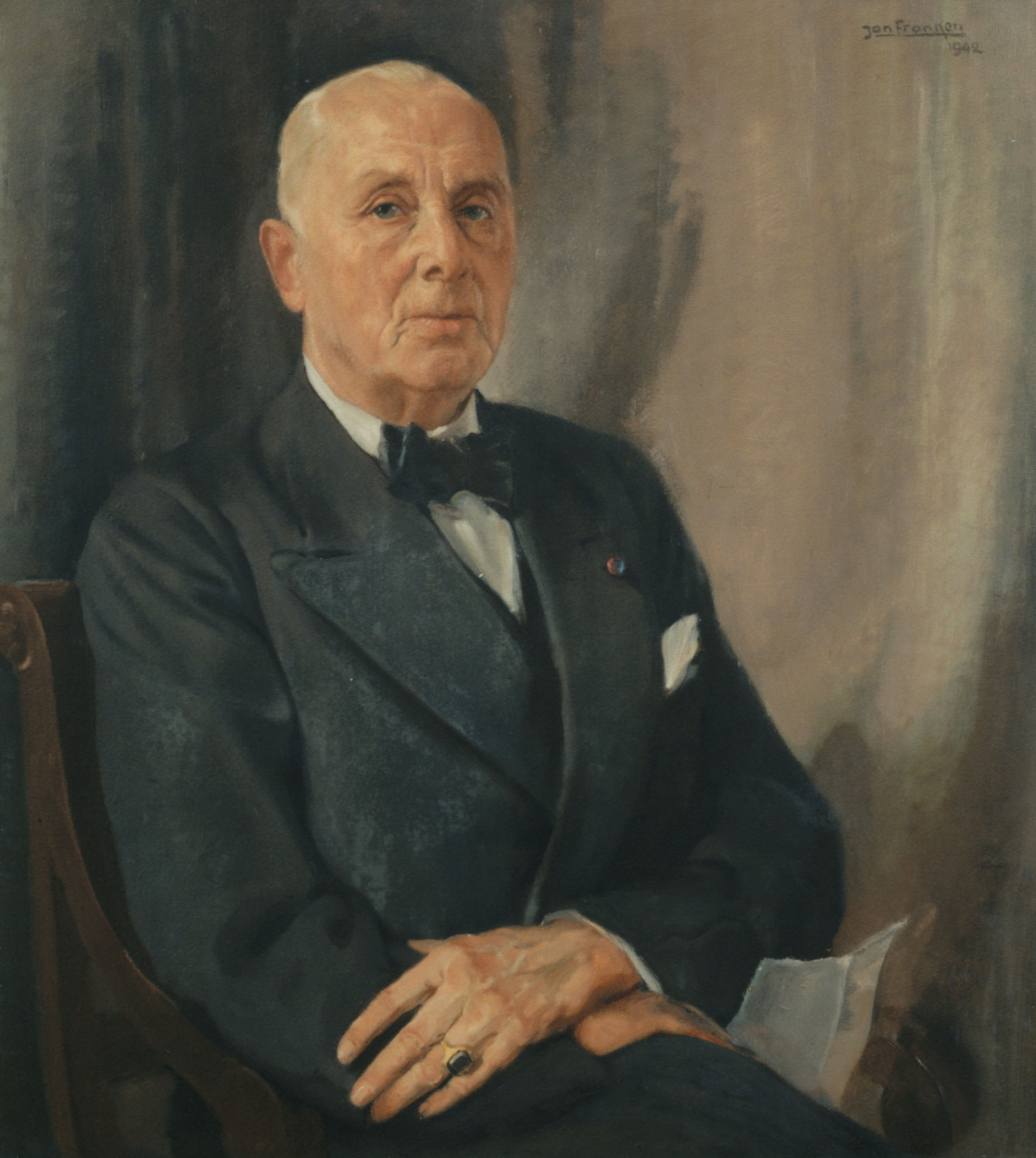
Bij zijn 25-jarig jubileum in januari 1942 kreeg hij het afgebeelde schilderij van Jan Franken aangeboden. Dit portret is in 1998 geschonken aan het Haags Historisch Museum.

Jakob Meihuizen (Groningen, 8 oktober 1874 – Wassenaar, 11 januari 1959) was een Nederlands theaterdirecteur.

## Loopbaan
Meihuizen studeerde geneeskunde in Groningen en Berlijn. Daarna was hij 15 jaar huisarts in Den Haag. Vanaf januari 1917 tot september 1951 was hij directeur van het Gebouw voor Kunsten en Wetenschappen in Den Haag. Dit theater, dat in december 1964 door brand geheel werd verwoest, bleek zijn ware roeping te zijn. Zozeer, dat hij zijn functie uitbouwde: hij werd tevens intendant. Zijn glorietijd beleefde Meihuizen van 1926 tot 1931. Onder zijn leiding vonden in die periode veertien legendarische ‘Buitengewone Opera Avonden’ plaats met internationaal vermaarde dirigenten als Hans Knappertsbusch en Bruno Walter en beroemde zangers als Maria Ivogün, Hildegard Ranczak, Lotte Schöne, Karl Erb, Emanuel List en Leopold Sachse. In het verlengde van deze reeks volgden nog drie bijzondere operavoorstellingen in 1933 en 1934.

## Voorstellingen
| 20 november 1926 | Die Walküre, R. Wagner – Residentie-Orkest, Egon Pollak                      |
| 30 april 1927    | Siegfried, R. Wagner – Residentie-Orkest, Egon Pollak                        |
| 19 november 1927 | Der Freischütz, C.M. von Weber – Residentie-Orkest, Egon Pollak              |
| 28 januari 1928  | Die Entführung aus dem Serail, W.A. Mozart – Residentie-Orkest, Bruno Walter |
| 21 april 1928    | Die Meistersinger von Nürnberg, R. Wagner – Residentie-Orkest, Egon Pollak   |
| 24 november 1928 | Figaro’s Hochzeit, W.A. Mozart – Residentie-Orkest, Egon Pollak              |
| 26 januari 1929  | Die tote Stadt, E.W. Korngold - Residentie-Orkest, Erich Wolfgang Korngold   |
| 20 april 1929    | Tristan und Isolde, R. Wagner – Residentie-Orkest, Egon Pollak               |
| 23 november 1929 | Pelléas et Mélisande, C. Debussy – Residentie-Orkest, Jean Waersegers        |
| 25 januari 1930  | Fidelio, L. van Beethoven – Residentie-Orkest, Bruno Walter                  |
| 26 april 1930    | Die Ägyptische Helena, R. Strauss – Residentie-Orkest, Egon Pollak           |
| 08 november 1930 | Cosi fan tutte, W.A. Mozart – Residentie-Orkest, Eugen Szenkar               |
| 10 januari 1931  | Salome, R. Strauss – Residentie-Orkest, Hans Knappertsbusch                  |
| 25 april 1931    | Die Götterdämmerung, R. Wagner – Residentie-Orkest, Egon Pollak              |
| 27 februari 1933 | Die Walküre, R. Wagner – Residentie-Orkest, Eugen Szenkar                    |
| 24 februari 1934 | Die Entführung aus dem Serail, W.A. Mozart – Residentie-Orkest, Bruno Walter |
| 01 december 1934 | Figaro’s Hochzeit, W.A. Mozart – Residentie-Orkest, Hans Knappertsbusch      |